# Something Right
Something Right è un singolo della cantautrice svedese Molly Pettersson Hammar, rilasciato in tutto il mondo il 10 luglio 2015 sotto contratto con l'etichetta discografica Warner Music Sweden.

## Il brano
La canzone, secondo singolo inedito della cantante, è stata scritta con Lisa Desmond, Tim Larsson e Tobias Lungden, e tratta un amore ribelle e incondizionato da cosa sia giusto, quindi di ignorare le regole e vivere il momento. La sua durata è di tre minuti e quarantuno secondi, e la rivista scandinava Scandipop l'ha paragonata, per il sound fresco e moderno, ad una dei migliori brani della britannica Ella Henderson, descrivendola come "una canzone elettrizzante ricca di soul". A Bit of Pop Music l'ha inoltre nominata "Song of the Day", sperando che potesse, nonostante la sua eliminazione al Melodifestivalen 2015, ritornare l'anno successivo e magari rappresentare la Svezia all'Eurovision Song Contest.

## Esibizioni dal vivo
Molly ha fatto promozione a Something Right eseguendolo per la prima volta durante il programma serale nazionale Sommarkrysset l'11 luglio, esattamente il giorno successivo alla sua pubblicazione.

## Tracce
1. Something Right – 3:41 (Molly Pettersson Hammar, Lisa Desmond, Tim Larsson, Tobias Lungden)